# 泛化误差
一个机器学习模型的泛化误差（Generalization error），是一个描述学生机器在从样品数据中学习之后，离教师机器之间的差距的函数。使用这个名字是因为这个函数表明一个机器的推理能力，即从样品数据中推导出的规则能够适用于新的数据的能力。